# Кучизна
Кучизна (пол. Kuczyzna) — село в Польщі, у гміні Цельондз Равського повіту Лодзинського воєводства.
Населення — 95 осіб (2011).
У 1975-1998 роках село належало до Скерневицького воєводства.

## Демографія
Демографічна структура станом на 31 березня 2011 року:
|          | Загалом | Допрацездатний вік | Працездатний вік | Постпрацездатний вік |
| -------- | ------- | ------------------ | ---------------- | -------------------- |
| Чоловіки | 48      | 11                 | 32               | 5                    |
| Жінки    | 47      | 10                 | 20               | 17                   |
| Разом    | 95      | 21                 | 52               | 22                   |